# 家永三郎
家永 三郎（いえなが さぶろう、1913年9月3日 - 2002年11月29日）は、日本の歴史学者。専門は思想史（日本思想）。学位は文学博士（東京大学）。東京教育大学名誉教授。甥に歴史学者の家永遵嗣がいる。

## 来歴
- 1913年（大正2年）愛知県名古屋市生まれ。父親は後に陸軍少将となった家永直太郎[注釈 1]。
- 母親は居藤千代
- 幼少期は陸軍将校だった父親の転勤に伴い大阪や九州で過ごし、父親が予備役入りした後、大正10年に東京に移った。
- 妻の家永美夜子は、社会学者で東北大学名誉教授の新明正道の長女であり、1944年11月に結婚し、1945年8月15日の終戦時は仙台へ疎開していた[3]。

### 学歴
- 1934年 東京高等学校卒業[4]。
- 1937年 東京帝国大学文学部国史学科卒業[5]。
- 1948年6月11日 日本学士院より恩賜賞受賞。研究題目『上代倭絵全史』『上代倭絵年表』[6]。授賞式では宮内府長官・文部大臣より祝辞を受けた[7]
- 1950年 文学博士（東京大学）（学位論文「主として文献に拠る上代倭絵の文化史的研究」）[8]。

#### 精研
- 1938年10月31日 教学局日本文化大観編纂助手嘱託
- 1941年1月31日 教学局日本文化大観編纂助手解嘱
- 1943年3月20日 国民精神文化研究所教員研究科高等教員研究科修了

国民精神文化研究所の機関誌『国民精神文化』第九巻第二号によると、1月11日から3月20日までの課程修了者29人の1人。クラスの科目は、「皇国の道」（紀平正美）、「皇国哲理」（佐藤通次）、「国体と政治」（大串兎代夫）、「大東亜教育論」（伏見猛弥）など。なお、文部省発令事項の東京教育大学が作成した正規の年譜からは削除している。国民精神文化研究所の歴史部門責任者の東京高師の長老松本彦次郎に知られ、東京高師へ栄転。

### 職歴
- 1937年 東京帝大文学部史料編纂所嘱託。史料編纂所では大日本史料の校正を担当、上代思想史・芸術史に関する論文を執筆。
- 1941年 史料編纂所退官、旧制新潟高校専任講師。数か月後同教授。
- 1943年 帝国学士院嘱託、美濃部達吉の主宰する「帝室制度史」編纂事務にあたった。
- 1944年 東京高等師範学校教授。
- 1946年 文部省教科書編纂委員嘱託、歴史教科書「くにのあゆみ」執筆。
- 1949年 東京教育大学文学部史学科教授（新制大学制度に伴う大学組織変更に伴う）。
東京大学、東京女子大学などで日本思想史の講義も担当していた[3]。
- 1977年 東京教育大学定年退官、中央大学法学部教授に就任。
- 1984年 中央大学定年退職。

### 学内事務・研究歴
東京教育大学では文学部の人事権の「民主化」と教授会の創設に尽力した。
- 教育二法の制定（1954年）などを「歴史教育の逆コース化」であるとして批判し、その反対運動に参加。
- 東大ポポロ事件を巡り、松川事件を取り上げる演劇を監視していた私服警官に暴行を加えた学生に対して大学自治を理由に無罪判決を下した1954年第一審判決を支持。
- 1959年 東京都教組勤務評価反対裁判に証人として出廷、東京教育大学への不法捜査に対しては警察庁に抗議をおこなった。

#### 東京教育大改組移転関係史
- 1963年 キャンパスの敷地の狭隘さを理由として三輪知雄学長により提案された東京教育大学の筑波移転計画を巡っては、教育学部、理学部、農学部、体育学部が賛成する一方で、家永をはじめとする文学部は人文科学の研究・教育にとっては史料が豊富にある東京に残ることが必須であると主張し強く反対。
- 1967年 長期にわたる議論を経ても合意に至らず、東京教育大学評議会は筑波における土地取得を開始。
- 1968年 筑波移転に反対する文学部自治会の所属学生が校舎と大学本部のある本館を占拠するなど紛争が激化。自治会学生たちは教授陣はすべて権力側であるとみなし、移転反対派の家永に対しても団交などで激しい罵声を浴びせた。
- 1969年 宮島竜興学長事務取扱（学長代行）が機動隊の入構を許可し学生を排除、家永はこれをクーデターであると批判。
- 1969年9月 文学部が授業を再開しようとしたところ学長は学生のキャンパス入構を拒否、学生による学長に対する提訴により執行停止。
- 1970年 同大学評議会は、文学部の教授・助教授・専任講師の人事権に制限を加え、筑波移転に賛同しない者の採用を停止。元文学部長の星野慎一、前文学部長の入江勇起男、および家永の3人の文学部教授の辞職を文学部教授会に要求したが、文学部教授会はこれを拒否した。家永は筑波移転問題を「反動文教政策」の一環であると述べており、教授陣による自治的な大学の運営体制から学長を中心とした中央集権的な運営に移管させること、政府および財界が大学への介入をもくろんでいたことが原因であると主張している。
- 1973年 筑波大学設置法が制定、筑波移転が正式決定。家永は筑波大学について「きわめて非民主的な、従来の国立大学とは全く異質」な大学であると述べている[3]。筑波移転と改組に伴い文学部の学生募集が停止、家永の定年退官である1977年には同学部定員がほぼゼロとなっていた。

#### 高校日本史教科書関係史
- 1955年 自身が執筆した高校歴史教科書「新日本史」の再訂版の検定合格条件を巡り文部省と対立。
- 1957年 第三版が検定不合格となり文部省に抗議書を提出した[3]。
- 1963年 「新日本史」第五版が一旦検定不合格、翌1964年に条件付きで合格。この際に300余りの修正意見が付された。教科用図書検定制度に対する反対意見を強める。
- 1965年 教科書検定違憲訴訟を提起[10]。
- 1967年 「新日本史」が再び不合格となると検定不合格の取り消しを求める訴訟を提起。

### その他
- 1951年（昭和25年）5月から9月にかけて、皇居に招かれて歴史関係の科学委員会合に出席。昭和天皇及び他の委員を前に親鸞について進講した（進講中に皇太后危篤の報が入り途中打ち切り）[11]。
- 1978年に発足した反統一教会団体「原理運動を憂慮する会」の呼びかけ人に名を連ねる[12]。

## 研究業績

### 日本思想史研究
当初の専攻は日本古代思想史であり、特に仏教思想史研究で成果をあげたが、次第に研究領域を広げ、後半生では反権力的姿勢を強め、その立場からの社会的発言をおこなったほか、植木枝盛・美濃部達吉・津田左右吉・田辺元など、同様の傾向を持った近代思想家に対する共感を込めた研究や第二次世界大戦に関する反省からの思想史的アプローチを試みた論著を多く発表した。中でも『太平洋戦争』は広く読まれ、大きな影響力を持ったが、「朝鮮戦争」（アメリカの侵略による）と記す。

### 反権力的自由主義者
家永の活動は表現の自由を求める運動として海外において評価され、2001年に、日本の国会議員・大学教授83名のほか、中国、韓国、アメリカ、カナダ、EUの14名の閣僚・国会議員、ノーム・チョムスキーやハーバート・ビックス、ブルース・カミングス、ジョン・W・ダワー、イマニュエル・ウォーラステイン、鄭在貞等144名の学者によって、ノーベル平和賞候補者に推薦されるも、2002年に家永が死亡し実現しなかった。

### 家永三郎文庫
家永の蔵書の大部分（約12,000点）は、遺族の希望に基づいて松永昌三らが整理し、天津市にある南開大学の日本研究所に寄贈された。また、家永が『植木枝盛研究』（岩波書店）等の執筆に際して蒐集した明治期の出版物を中心とする文献資料は、町田市立自由民権資料館に寄贈され、それぞれ「家永三郎文庫」と命名されている。

## 評価
家永は、当初から反権力的志向だというわけではなく、青年期に陸軍士官学校教官を志望し受験するも、胃腸に慢性的な持病があったため身体検査で落とされるという経歴を持っている。
また戦後も、昭和天皇に進講したり、学習院高等科の学生だった皇太子明仁（後の明仁上皇）に歴史を講ずるなど皇室との係わりを持っていた。
家永は日本国憲法下で『教育勅語成立の思想史的考察』（史学雑誌第56巻第12号1-19頁1947年12月、「日本思想史の諸問題」P119-146斎藤書店1948）という論文を発表しているが、この中で明治天皇と教育勅語を高く評価している。また、『新日本史』(1947冨山房)にも明治天皇に対する尊崇の文章を記述しており、戦後も数年間は穏健かつ保守的な史観に依拠する立場をとっていた。それは、敗戦直後のてのひらを返したような言論界・思想界の豹変ぶりや、歴史学界における史的唯物論の風靡に、違和感をいだき反発の姿勢を示したことによる。
家永の思想が反権力的なものに変化したのは、逆コースと呼ばれる1950年代の社会状況に対する反発が背景にあり、そのころに憲法と大学自治に対する認識の変化があったといわれている。特に1960年に刊行した『植木枝盛研究』以降は、人権理念を自らの思想の中核に据えて、国家権力と対峙するような問題に取り組むようになっていった。
松永昌三は、朝日新聞に寄稿した追悼文で以下のように述べている。

家永は、『戦争責任』で日本の戦争責任を鋭く衝いている。それ以外に、アメリカとソ連の戦争責任にも触れているが中国に関しては以下のように記している。
そしてこれに続けて通州事件も最終的に日本軍の責任であり、中国については全体的に日本の侵略の被害者として位置づけるのが相当であり、日本に対する戦争責任を問う余地は皆無に近いとすべきであると結論付けている。
平川祐弘は、家永を戦後という時代の御用学者として「日本の悪い面をこれでもかこれでもかと列挙した挙句、中国人民解放軍の良い面をこれでもかこれでもか」という歴史書を書いた人間だとし、歴史に対する感性がないから吉田清治が病的虚言症だということも見抜けなかったと批判している。
稲垣武は、1993年に検定申請した教科書『日本史B』において、朝鮮戦争に関する記述に「1950年（昭和25年）朝鮮民主主義人民共和国軍が統一を目指して南進し」とし、共産主義側の侵略を糊塗する「南進」という表現を用いていることを批判している。
秦郁彦は、家永は悪玉の悪行は見つけしだいに書くが、善玉の悪行は目をつぶるくせがある（この場合の悪玉は日本政府、日本軍、アメリカ、南ベトナム、資本主義であり、善玉は中国、ソ連、北ベトナム、社会主義）として、具体例として、家永教科書の先生用の『指導資料』に、「ベトナム人民の総決起により、ベトナム全土は解放され（中略）前後して、カンボジア、ラオスも解放され（中略）続いては南北ベトナムは統一され」と記しているが、中越戦争もボートピープルも知らん顔で、教科書の方ではさすがにベトナムのカンボジア侵攻を「ベトナムとカンボジアとの関係をめぐり新しいインドシナでの紛争が発生したことは（中略）微妙な問題を生み出し」と記しているが、文部省から「微妙」ではなく「深刻」ではないかと注意され「複雑」に落ち着いたことを家永は著書で「ベトナムのみを一方的に非難する現政府のきわめて露骨な政治的意図が丸出し」と記している事を挙げている。
保阪正康は、「戦争は悪である」という前提は、本来、歴史的事実を検証した上で確認すべき教訓であるが、教訓のみを提示し、それに合わせて歴史的事実を確認していくと検証能力が著しく殺がれることになる、そして口当たりのいい要領のいい人物が正義の士として受け止められるようになる、その典型例が家永であると指摘している。
室谷克実は、家永を以下のように評している。
高山正之は、家永を以下のように評している（引用の際に、原文の改行を省略している）。
長尾龍一は、家永のように尽きぬ情熱をもって延々と旧日本を糾弾し続けるのは薬の続けすぎという印象を持たぬ訳でもないと評している。
豊田有恒は1994年初版発行の自著で、韓国国内においてもっとも人気があり、良心的とみなされている歴史学者が家永であることを紹介している。憎むべき倭奴の検閲によって、迫害されているため、という理由が挙げられている。実際に、韓国の中央日報では家永を「侵略の歴史を美化する国家権力に対抗した日本の良心」と紹介している。
リチャード・マイニアは、同年代の井上清・遠山茂樹・丸山眞男・家永を評し、井上と遠山をマルキスト、丸山と家永はマルキストではないが影響はあったと規定している。
林房雄から山田宗睦が1965年に刊行した『危険な思想家』に「熱情をかたむけたこの告発に声援を送る」という「応援団長を買って出ている」推薦文を寄せたことを批判されており、竹内洋によると吉本隆明から山田や家永らは自分たちのネットワークを壊し孤立させようとしている学者を告発しているにすぎないと批判されている。

### 沖縄戦集団自決の記述
改訂版では、渡嘉敷島の箇所のみ修正されたが、訴訟で原告から批判された。
この裁判は原告の全面敗訴で決着しており、現在も本書は、この記述のまま出版が続けられている。

### 『日本占領秘史』をめぐる論争
秦郁彦の講演をまとめた『日本占領秘史』下巻（1977朝日新聞社P102-103）に「戦争中に心ならずも…とその方々はおっしゃるのですが…軍部に迎合したり戦争を礼讃するような論文などを発表した人たちが、今度はアメリカ民主主義の礼讃者あるいは平和主義者に早変わりする。清水幾太郎とか家永三郎とかいう人たちはこの変節組です」という記載があったため、家永が厳重に抗議した。

1977年12月、佐伯真光の立会いの元で秦は家永と交渉した。秦は表現の修正は応じるとしたが、家永は納得せず、1.問題部分の全面削除、2.再版に陳謝の意味で断り書きを入れる、3.初版についての措置を別に要求、4.応じなければ名誉毀損で告訴するとした。
秦は『変節』の一例をあげた。

家永は、「皇室への見方が徐々に変わったが、知識面で戦前の後遺症があり、当時は知的水準が低かった。節操が変わったのではない。」と反論した。会談は物別れに終わり、結局本書は絶版となり、1978年元日の読売・産経で報道された。秦によると、この際に家永が、自分は我慢してもいいが、教科書裁判の支援勢力が黙ってはいないだろう、と述べた。
佐伯は、読売(1978年1月5日)に「戦前から戦後にかけて、家永氏の思想は180度の転換をとげている」との投書をのせ、家永は同紙(同年1月10日)に「文献をゆがめて引用」と反論の投書をのせた。
その後、朝日ジャーナル(1978年1月20日)は家永の反論記事をのせたが、秦の投稿は掲載しなかったため、秦は産経(同年1月22日)で家永批判を続けた。
家永は、マスコミ市民(1978年4月)で再び反論し、「新日本史」は「終戦直後に早変わりしておらず、軍部に迎合も戦争礼賛もしていない」と著した。
この『変節論争』は、秦の批判は「昭和史を縦走する」(1984)と「現代史の争点」(1998)にまとめられ、家永の反論は「憲法・裁判・人権」(1997名著刊行会)にまとめられた。
本書は、問題の箇所を改訂せずに1986年に早川書房より文庫化された。巻末の解説で金原左門は、秦は適切さが欠けており、家永は変節組の代表ではないと著した。
秦は、1987年、家永第3次訴訟の国側証人として東京地裁で証言したときに、天皇観の極端な振幅を示した「新日本史」(1947)の例をあげ、「こういう振幅の多い方は、次代の青少年を教育する教科書執筆者には適当でない」と述べた。
秦は、『太平洋戦争』（岩波書店、1968年）を「歴史研究者の立場から言って、いわゆる学術研究書とは言いにくいと考えている。」と証言し、その理由として、引用文献の不適切さ、感情過多の記述を挙げている。例として、非公開で審理され、誰が発行したか不明なハバロフスク軍事裁判の供述書が主体で、『文藝春秋』や『日本』といった雑誌の変名記事、関係のない成智英雄「平沢貞通は真犯人ではない」という論文の引用、あとがきに「日本有志の協力による米航空母艦乗組員四名脱走の快ニュースに接した日/家永三郎しるす」「沖縄県を平和の回復とともにアメリカに売り渡したのは、何という残酷な行為であったろう」という記述、しかも英語版ではそれを削除していることを挙げている。その他著書に、池田・ロバートソン会談における、日教組系のキャンペーンに乗った意図的な誤引用（「軍国主義意識を培養する」）を提示している。

1990年になり、家永は「私と天皇制・天皇」を書き留めたが、内容は死後に初めて公表された。

鹿野政直は、この解説で、「戦前期に成長した一人の知識人にとって、「天皇制イデオロギーの呪縛」からみずからを解放してゆくことが、いかに困難であったかが示されるとともに、幾重の段階をへて（中略）昭和天皇への批判に至った経過」が記されていると述べている。秦郁彦は、平泉澄の自伝『悲劇縦走』によると、1934年に東条英機が来訪して平泉史観で国史教育をやりたい、ついては門下の人を教官に迎えたい、と懇請した。以後陸海軍の国史教官は平泉門下が独占するようになるが、家永が卒業前後に陸軍士官学校教官を志望、教授の公募に応じたが、成績は良かったが身体検査で落とされたことを『一歴史学者の歩み』は触れていないことを問題視している。これに関して家永は、自伝で「（平泉澄）先生の極端な日本主義には到底ついて行くことができなかった」「正気の沙汰と思われないような学風」と評していたが、内海秀夫は、家永が陸士を受験、成績は良かったが、健康上の理由で落とされたと証言している。家永は1977年に発表したエッセーでは、「実にいい就職口だ」と陸士を受験したが、はねられたと明かして、1988年9月、第三次訴訟で、「先生の恩師でもある平泉先生も、この陸士にはよく講義に行かれておりましたでしょうか。」「平泉先生の直門の内海先生とか西内先生とかいう方がいらしたかどうかも御存知ないですか。」「平泉先生が教授になっていないと思って受験したと言うんですか。」「どういう授業をするかということはおのずから承知の上で、教授の試験を受けたんでしょう。」と国側弁護士に問われ、「それは存じません。」「知りません。」「いい就職口だと思って受験したというだけです。」と答えている。国史学科後輩の時野谷滋は、学生数が20数人、皇国史観の重鎮で知られた主任教授の平泉澄教授が陸士の国体教育に絶大な影響力を持ち、弟子を次々に送り込んでいた実情を知らないはずがない、と述べている。

### 731部隊と従軍慰安婦
第三次家永訴訟で国側証人の秦郁彦は、1983年の教科書検定の時点では731部隊に関しては信用に堪え得る学術研究論文や著書が発表されていないと、同部隊に関する記述の全面削除を検定合格の条件とした文部省を支持した。しかるに最高裁大野判決では、検定当時すでに731部隊に関して多数の文献・資料が公刊され、同部隊の存在等を否定する学説はみあたらず、文部省は裁量権の範囲を逸脱したとした。

家永は『戦争責任』（岩波書店1985,pp104-107）で吉田清治の『私の戦争犯罪―朝鮮人強制連行』（三一書房、1983）の記事を4頁にわたり転載し、済州島での従軍慰安婦の強制連行の記事を掲載した。また『太平洋戦争2版』（岩波書店1986,pp198）でもやはり吉田の著書を引用して著した。秦は1992年現地調査を行い、吉田の記事が事実無根と報告した（吉田清治の項参照）。家永の「慰安婦」に関する部分がすべて吉田の『創作』の引用に過ぎないことは、日垣隆が指摘している。

### 『上代仏教思想史研究』序文について
『上代仏教思想史研究』は(1)1942年初版(畝傍書房)、(2)1948年再版(目黒書房)、(3)1950年三版(目黒書房)、(4)1966年四版(法蔵館)の4種の版が存在する。秦は産経新聞(78/1/22)で本著に関し家永批判を著した。「『上代仏教思想史研究』は(1)の序文に『この意義深き時に当たり学界の一兵卒として学問報国の戦列に参加することの出来た吾人は誠に願っても無き幸せ者…以て君国に報じたい』とある。しかるに(2)ではこの箇所が削除改変され、(3)(4)では復活した」
これに対し家永はこう反論した。
これに対して佐伯真光は「『上代仏教思想史研究』の象嵌」を著し、(1) - (4)各版を詳細に比較し、家永の旧著を引用した。
つまり(2)で訂正したはずだが、(1)の紙型が残っていたため、(3)を出版する時に誤って使ってしまった訳である。
それでは(4)でどうして(1)の内容が掲載されたかという疑問が生じる。昭和30年代後半から家永を変節者として攻撃する声が高まった。『津田左右吉の思想的研究』(1972岩波書店)で、家永は津田の文章が戦前と戦後とでどう改訂されたか詳細な調査をしたが、家永自身も将来他の研究者により調査されると感じていた。自身の首尾一貫性を主張するために、(2)の存在を抹殺する必要があったが、結果的に変節を証明したと、佐伯は結んでいる。大倉山論集での批判に、家永はまったく反論していない。

### 『津田左右吉の思想史的研究』への評価
本書に対する学術評価を列挙すると、ひろたまさきは「本書は教科書裁判闘争によって産み落とされた成果であるとともに、その裁判のための学問的な武器としてもつくられた」と評価した。兵頭高夫は「家永氏が津田の『思想史的変貌』あるいは『転向』と呼ぶものが必ずしも十分に根拠のあるものではないことが理解できよう」と述べ、西義之と田中卓も家永の論理の弱点を指摘した。(木村時夫(1973))も「家永氏の今度の書物は、津田の学問的業績を日本の思想史上に位置づける学問研究ではない」と批判した。

## 高校日本史教科書執筆と教科書裁判
家永は、戦後間もなく編纂された歴史教科書『くにのあゆみ』の執筆者の1人であったが、その後長く高校日本史教科書『新日本史』（三省堂発行）の執筆を手がけた。通常、歴史教科書は、専門分野を異にする複数の著者によって執筆されるが、『新日本史』は、全体の照応、前後の照応や教科書著述の一貫性を貫くため、家永の単独著作で発行された。
背景として、1955年8月13日に日本民主党が発行した『うれうべき教科書の問題』があった。この小冊子では教科書の偏向（教員組合をほめたてるもの、急進的な労働運動をあおるもの、ソ連中共を礼賛するもの、マルクス・レーニン主義の平和教科書の四つに分類して具体的記述が列挙されていた）が批判されているが、教科書執筆者有志が9月に入り、「小冊子の書き方は故意に一部を抜き出し、煽動的な文章を勝手に付け加えて記述の意味を捻じ曲げ、これに政治的な中傷を加えるというやり方に終始している」と抗議を行った。執筆者のうち長洲一二や日高六郎は経過を発表した上で執筆を辞退したが、家永のみが執筆を続けたのである。山住は、この小冊子で取り上げられたような記述の内容を引用して例示し、「偏向という事実は存在しない」と主張することはしていない。この記述形式は波多野澄雄の著書にも見られる。教科書誤報事件も参照されたい（韓国では「『侵略を進出に書き換えた』と報じられたが、では書き換えたという教科書の現物を見せてほしい」と言われても現物がなかった、という出来事が起こっている。書き換えという事実がないので現物が存在しようがないのである）。また、家永自身も『うれうべき教科書の問題』について自著で触れているが、やはり記述の引用は行っていない。
自身の執筆した日本史教科書における南京大虐殺、731部隊、沖縄戦などについての記述を認めず、検定基準を不当に解釈して理由をこじつけた文部省に対して、検定制度は違憲であるとして三次の裁判を起こし、教科書検定を巡る問題を世間に広く知らしめた。家永は「この訴訟は……究極において人類の破滅を阻止するための人類史的課題を背負っている」と言い切っている。訴訟における最大の争点であった「教科書検定は憲法違反である」とする家永側主張は、最高裁で「一般図書としての発行を何ら妨げるものではなく、発表禁止目的や発表前の審査などの特質がないから、検閲にあたらない」として、家永側の主張の大部分が退けられ、家永側の実質的敗訴が確定した。一方で、個別の検定内容については一部が不当とされ、家永側の主張が容れられた。
教科書の発行、自由発行・自由採択であるべきだ、とする持論を教科書裁判提訴の頃より一貫して明らかにしており、80年代半ばの『新編日本史』を巡る議論が盛んだった時期は、記者の取材に「立場は違うが、検定で落とせとは口が裂けても言えない」と語り検定を否定し続けた。

## 著書

### 著作集
- 家永三郎集全16巻　岩波書店、1997-1999年[56]
  - (1)思想史論
  - (2)仏教思想史論
  - (3)道徳思想史論
  - (4)近代思想史論
  - (5)思想家論1
  - (6)思想家論2
  - (7)思想家論3
  - (8)裁判批判 教科書検定論
  - (9)法史論
  - (10)学問の自由 大学自治論
  - (11)芸術思想史論
  - (12)評論1 十五年戦争
  - (13)評論2 裁判問題
  - (14)評論3 歴史教育・教科書裁判
  - (15)評論4 大学問題・時評
  - (16)自伝

全集にすると50巻にもなるため、高価すぎて売れないと岩波書店は判断し、代表作のみの出版とした。文庫・新書で版を重ねた「太平洋戦争」「戦争責任」「日本文化史」は最初から除外し、家永の了解を得て16巻にまとめた。その結果、恩賜賞の対象となった『上代倭絵全史』『上代倭絵年表』、『植木枝盛研究』や『津田左右吉の思想史的研究』は収載されなかった。16巻の著作目録は、すべてタイトルが掲載されている。16巻の『一歴史学者の歩み』は2003年に文庫本化された。

### 単著
- 『日本思想史に於ける否定の理論の発達』（弘文堂、1935年）
- 『日本思想史に於ける宗教的自然観の展開』（斎藤書店、1942年）
- 『上代倭絵全史』（高桐書院、1946年）学士院恩賜賞受賞
- 『上代仏教思想史』（畝傍書房、1947年）
- 『新日本史』（冨山房、1947年）
- 『日本思想史の諸問題』（斎藤書店、1948年）
- 『新しい日本の歴史』（毎日新聞社、1950年）
- 『新国史概説』（富士書店、1950年）
- 『中世仏教思想史研究』（法藏館、1952年）
- 『新日本史』（三省堂、1952年 - 1994年）
- 『上宮聖徳法王帝説の研究』（三省堂、1953年）
- 『外来文化摂取史論：近代西洋文化摂取の思想的考察』（岩崎書店、1953年）
- 『歴史の危機に面して』（東京大学出版会、1954年）
- 『革命思想の先駆者：植木枝盛の人と思想』（岩波書店、1955年）
- 『日本の近代史学』（日本評論新社、1957年）
- 『植木枝盛研究』（岩波書店 1960年8月）ISBN 4000001590
- 『近代日本の思想家』（有信堂、1962年）
- 『大学の自由の歴史』（塙書房、1962年）
- 『司法権独立の歴史的考察』（日本評論新社、1962年）
- 『美濃部達吉の思想史的研究』（岩波書店、1964年）
- 『権力悪とのたたかい　正木ひろしの思想活動』（弘文堂、1964年）
- 『教科書検定：教育をゆがめる教育行政』（日本評論社、1965年）
- 『新講日本史』（三省堂、1967年7月）
- 『近代日本の争点』（毎日新聞社、1967年）
- 『日本近代憲法思想史研究』（岩波書店、1967年）
- 『太平洋戦争』（岩波書店、1968年）
- 『教育裁判と抵抗の思想』（三省堂、1969年）
- 『津田左右吉の思想史的研究』（岩波書店、1972年）
- 『田辺元の思想史的研究：戦争と哲学者』（法政大学出版局、1974年）
- 『検定不合格日本史』（三一書房、1974年）
- 『日本人の洋服観の変遷』（ドメス出版、1976年）
- 『東京教育大学文学部：栄光と受難の三十年』（現代史出版会/徳間書店、1978年2月）
- 『歴史と責任』（中央大学出版部、1979年）
- 『猿楽能の思想史的考察』（法政大学出版局、1980年4月）
- 『親鸞を語る』（三省堂、1980年6月）
- 『戦争と教育をめぐって』（法政大学出版局、1981年4月）
- 『「密室」検定の記録』（教科書検定訴訟を支援する全国連絡会、1983年1月）
- 『刀差す身の情なさ―家永三郎論文創作集』 （中央大学出版部、1985年）
- 『戦争責任』（岩波書店、1985年7月）ISBN 4-00-001167-7
- 『太平洋戦争　第2版』（岩波書店、1986年11月）ISBN 4-00-004536-9
- 『日本思想史学の方法』（名著刊行会、1993年3月）
- 『真城子』（民衆社、1996年）ISBN 4-8383-0519-2
- 『一歴史学者の歩み』（岩波書店、2003年5月16日）ISBN 4006030797

## 編著
- 『日本古典文学大系　日本書紀』（井上光貞、坂本太郎らとの共編）
- 『日本平和論体系』
- 『絵巻物文献目録』（1951年）
- 『明治前期の憲法構想』（福村出版、1967年）
- 『海南新誌・土陽雑誌・土陽新聞』（弘隆社、1983年6月）
- 『大津事件日誌』（平凡社、1989年2月）ISBN 4-582-80187-0

## 論文
- 「戦後日本の裁判例に現われた法思想の動向」『法哲学年報（1969）』（1970年）